# Кастільєхо-де-Меслеон
Кастільєхо-де-Меслеон (ісп. Castillejo de Mesleón) — муніципалітет в Іспанії, у складі автономної спільноти Кастилія-і-Леон, у провінції Сеговія. Населення — 158 осіб (2010).
Муніципалітет розташований на відстані близько 95 км на північ від Мадрида, 55 км на північний схід від Сеговії.
На території муніципалітету розташовані такі населені пункти: (дані про населення за 2010 рік)
- Кастільєхо-де-Меслеон: 151 особа
- Сото-де-Сепульведа: 7 осіб

## Демографія
Динаміка населення (INE ):

## Галерея зображень

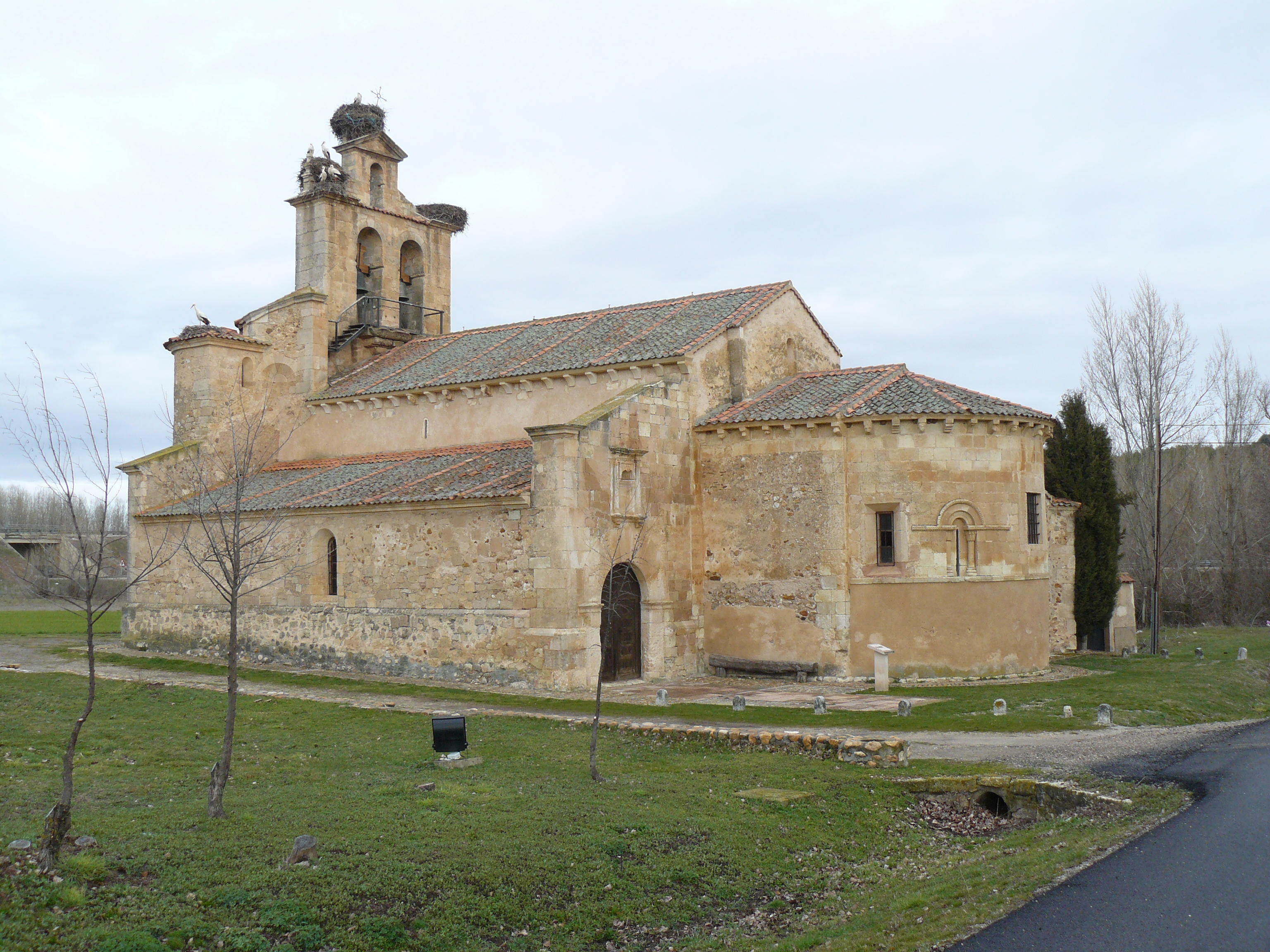
Церква Нуестра-Сеньйора-де-ла-Асунсьйон